# Маттрель, Карло
Ка́рло Ма́ттрель (итал. Carlo Mattrel; 14 апреля 1937, Турин, Италия — 25 сентября 1976) — итальянский футболист, вратарь.

## Клубная карьера
Маттрель начал делать свои первые шаги в футболе в молодёжном составе «Ювентуса». Во время сезона 1956/1957 он играл на правах аренды за «Анкону», финишировав первым в группе F серии D, а затем вернулся в «Ювентус».
Маттрель отыграл семь сезонов в Турине, за исключением сезона 1961/1962, в котором он на правах аренды играл в «Палермо», будучи частью сделки по переходу Роберто Андзолина в Турин из Палермо. В составе «Ювентуса» выиграл три чемпионата (1957/1958, 1959/1960 и 1960/1961) и три кубка Италии (1958/1959, 1959/1960, 1964/1965). В год, проведённый в «Палермо», провёл длинную сухую серию: пять игр против клубов «Удинезе», «Виченца», «Торино», «Болонья» и «СПАЛ» (в матче против последнего парировал два пенальти). В том же сезоне отбил восемь из десяти пенальти.
Маттрель вернулся в Турин, после сезона 1962/1963 окончательно проиграв конкуренцию Роберто Андзолину. В сезоне 1965/1966 он перешёл в «Кальяри» и играл в нём на протяжении двух сезонов. В первом сезоне он был основным вратарём команды, но уступил место в основе Адриано Реджинато из-за проблем со спиной.
Затем он перешёл в клуб СПАЛ, президентом которого был Паоло Мацца, бывший тренер сборной. В Ферраре он провёл сезон 1967/1968, после чего команда вылетела в Серию B. Вскоре после этого, в 1969 году, Маттрель принял решение завершить карьеру и вернуться в Турин.
Помимо 158 матчей в Серии А, также провёл 27 игр в Кубке Италии и 4 игры в Лиге чемпионов и Кубке обладателей кубков.

## Карьера в сборной
После двух матчей за молодёжную сборную и одного за сборную B, став игроком основы в «Палермо», он завоевал место в основной сборной, дебютировав за неё в 1962 году в товарищеском матче перед «мундиалем» Бельгия — Италия (1:3).
Маттрель вошёл в заявку на чемпионат мира 1962 из 22 игроков и провёл на нём одну игру, Чили — Италия (2:0), ставшую также последним его матчем в синей футболке.

## Смерть
После завершения карьеры, в 1976 году в возрасте 39 лет он погиб в автокатастрофе в местности Фронт Канавезе. Его автомобиль врезался в берёзу, после чего Маттрель ударился головой о лобовое стекло; от удара он скончался на месте, несмотря на быструю помощь анестезиолога.

## Семья
Он был женат на женщине по имени Грейс, у них родился сын Диего, основатель мини-футбольной команды «Рончиверди».